# Clemens Fränkel

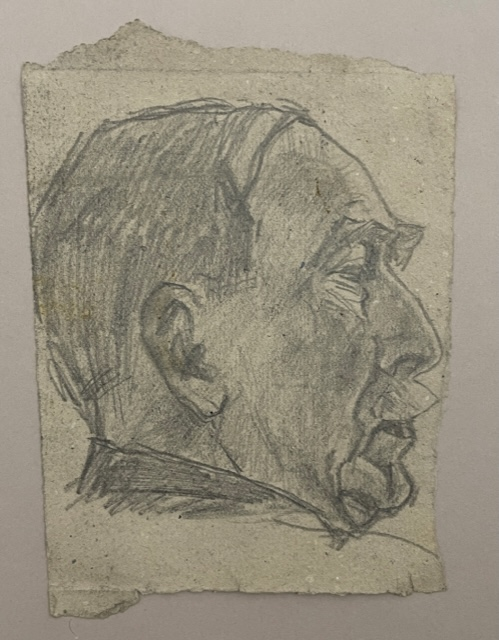
Selbstporträt, Bleistiftzeichnung auf Papier, datierbar ca. 1935–1943

Clemens Fränkel (* 11. Juni 1872 in Frankfurt am Main; † Februar 1944, vermutlich in Auschwitz) war ein deutscher Landschaftsmaler.

## Leben und Werk
Fränkel entstammte einer alten jüdischen Familie aus Urspringen (Unterfranken). Er war das älteste von vier Kindern eines Kaufmanns. Seine ersten erhaltenen Zeichnungen datieren aus dem Jahr 1886.
Von 1898 bis 1899 besuchte Fränkel die private Malschule von Heinrich Knirr in München, der Heimatstadt seiner Mutter. Im Oktober 1899 immatrikulierte er sich an der Akademie der Bildenden Künste München, wo er zunächst bei Otto Seitz und Ludwig Schmid-Reutte, später dann bei Ludwig von Löfftz studierte.

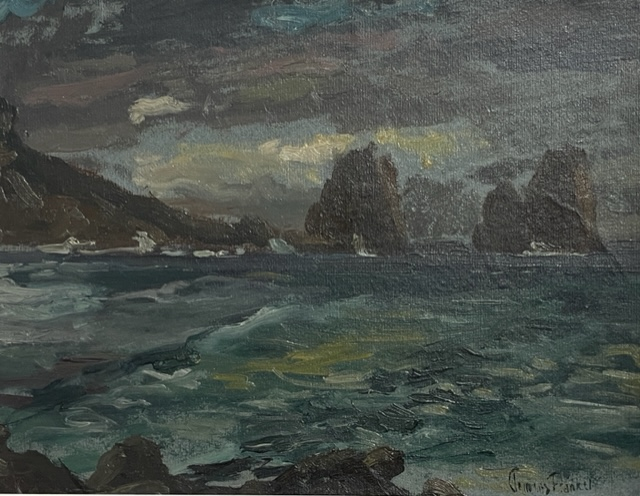
Capri Sturmstimmung, Öl auf Leinwand, auf Karton maroufliert, datiert 1920

Nach Abschluss der Akademie ging Fränkel 1903 für ein Jahr nach Italien. In Florenz, Rom, Kampanien und auf Capri fand er Motive für seine Ölbilder, Ölskizzen und Zeichnungen. Nach seiner Rückkehr richtete er sein Augenmerk auf das bayerische Voralpenland. Von München aus unternahm er Ausflüge in die Isarauen, an die Amper, die Altmühl und ins Dachauer Moos und bannte die Landschaften vor Ort auf Papier oder Leinwand.
Zwischen 1904 und 1909 beteiligte er sich an den Jahresausstellungen des Frankfurter Kunstvereins. In dieser Zeit lernte er Louise Scheidemantel kennen, die er 1908 in Rom heiratete. Louise war Protestantin, Fränkel lebte seit mehreren Jahren „freireligiös“. Das junge Paar zog 1909 nach Leoni am Starnberger See, wo Fränkel bereits 1906 eine „Schule für Landschaftsmalerei“ gegründet hatte.
Hier wurde 1909 der einzige Sohn, Kurt, geboren. Neben Ölmalereien, inzwischen meist in kleinerem Format, fertigte Fränkel nun auch Gouache-Arbeiten an. Auch zahlreiche Zeichnungen in Bleistift, Kohle und Pastellkreide entstanden in dieser Zeit. 1909 nahm Fränkel an der Frühjahrsausstellung der Münchener Secession teil, 1912 und 1914 an der Münchener Jahresausstellung im Glaspalast. Die renommierte Gemäldegalerie Heinemann nahm seine Arbeiten auf.

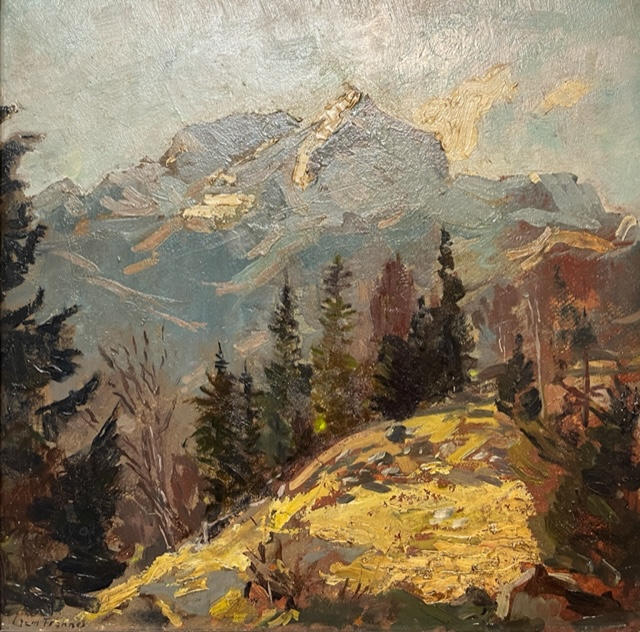
o.T., Alpspitze bei Garmisch-Partenkirchen, Öl auf Karton, datierbar 1929–1933

Während des Ersten Weltkriegs arbeitete Fränkel ab 1914 freiwillig in der Krankenpflege der Sanitätskolonne, 1917 kam er zum Geschoßabnahmekommando. Die Malschule musste er 1915 schließen, die Familie zog wieder nach München. Ab 1918 beteiligte sich Fränkel wieder regelmäßig an großen Ausstellungen. Er war Mitglied in Künstlervereinen und hatte zahlreiche Kontakte zu Händlern und Kunden, seine Landschaftsbilder wurden bis in die USA verkauft.

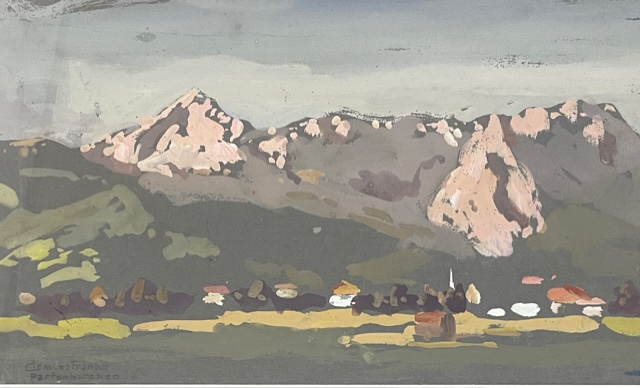
Zugspitzgruppe Garmisch frühmorgens, Gouache auf dunkelgrauem Karton, datierbar 1929–1936

Fränkel begann nun, seine Motive in den Bergen zu suchen. 1929 zog er mit Frau und Sohn nach Garmisch-Partenkirchen. Neben der Landschaft war vermutlich auch die politische Lage ein Motiv für den Umzug. Der Antisemitismus war in der Großstadt München zu dieser Zeit deutlicher spürbar als auf dem Land. Künstlerisch konnte sich Fränkel in Garmisch-Partenkirchen noch einmal entfalten. Er fertigte zeichnerische und aquarellierte Skizzen, Gouachen und Ölskizzen sowie die letzten großformatigen Ölbilder an. 1930 starb Fränkels Frau Louise im Alter von 54 Jahren, sein Sohn lebte weiter bei ihm. 1931 stellte Fränkel ein letztes Mal in München aus, in den Jahren 1930, 1932 und 1933 beteiligte er sich an Ausstellungen des Künstlerbund Werdenfels.
Mit der Machtergreifung durch die Nationalsozialisten änderte sich 1933 auch Fränkels Leben in Garmisch-Partenkirchen. Er wurde mit einem Verkaufsverbot seiner Bilder belegt, sein Sohn Kurt musste 1935/36 seine Kunsthandlung schließen. Die Repressalien für jüdische Bürger nahmen zu. Im Juni 1936 zogen die beiden Fränkels nach Ohlstadt, Ende April 1937 verließen sie Deutschland und gingen nach Cortina d’Ampezzo. Trotz der unsicheren politischen Lage erreichte Fränkels Schaffen hier einen künstlerischen Höhepunkt. Neben zahlreichen Skizzen entstanden zwischen 1937 und 1943 Ölbilder im kleinen und mittleren Format, Arbeiten in Gouache und Holzschnitte sowie Aquatinta-Radierungen.

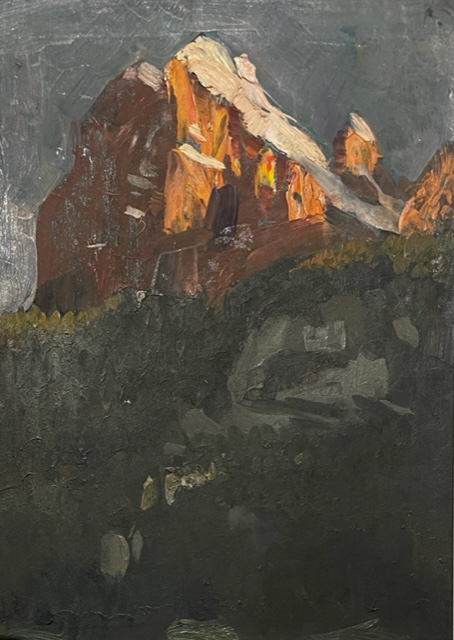
Tofana I im Morgenrot, Mischtechnik auf Papier, auf Karton kaschiert, datierbar 1937–1943

Am 11. Januar 1944 wurden Clemens und Kurt Fränkel in Cortina d’Ampezzo von der deutschen Gendarmerie festgenommen und der Gestapo in Bozen übergeben. Von dort wurde Clemens Fränkel weiter verschleppt. Sein Sohn Kurt, der nach Deutschland zurückgehen musste und den Zweiten Weltkrieg überlebte, stellte jahrelang vergeblich Nachforschungen über das Schicksal seines Vaters an. Erst nach 2000 konnte ermittelt werden, dass Clemens Fränkel zwischen dem 22. und 26. Februar 1944 nach Auschwitz transportiert worden sein musste, wo er spätestens am 26. Februar 1944 ermordet wurde.

## Werk und Wirkung
Fränkel war als Landschaftsmaler ab Ende des 19. Jahrhunderts bis in die 1930er Jahre sehr erfolgreich. Bereits 1907 wurde er in Heinrich Weizsäckers Das Frankfurter Kunstleben im neunzehnten Jahrhundert erwähnt und 1916 erhielt er einen Eintrag im Allgemeinen Lexikon der Bildenden Künstler. Nach einer Personalausstellung der Galerie Heinemann im Jahr 1920 wuchs sein Bekanntheitsgrad, seine Arbeiten wurden in Fachzeitschriften und Zeitungen besprochen, unter anderem von Fritz von Ostini (1861–1927). Im Jahr 1932 würdigte der Kunsthistoriker Hans Rose Fränkel anlässlich seines 60. Geburtstages in den Münchener Neuesten Nachrichten.
Mit der Machtergreifung durch die Nationalsozialisten endete die öffentliche Wahrnehmung Fränkels. Durch sein Berufsverbot und schließlich seine Ermordung geriet Fränkels Kunst für mehrere Jahrzehnte in Vergessenheit. Fränkels Sohn Kurt sorgte dafür, dass die Werke seines Vaters die Jahrzehnte überlebten. Im Jahr 1949 holte Kurt Fränkel den Nachlass seines Vaters aus Cortina d’Ampezzo nach Garmisch-Partenkirchen, wo er nach Ende des Zweiten Weltkrieges wieder eine Kunsthandlung eröffnete. Der Nachlass umfasst 550 Werke, zum größten Teil Gouachen und kleinformatige Ölbilder sowie eine große Anzahl an Skizzen und Zeichnungen. Die erste öffentliche Würdigung in neuerer Zeit erfolgte 2013 durch Thomas Steppan, Professor für Kunstgeschichte an der Universität Innsbruck. In seinem Aufsatz Clemens Fränkel (1872–1944) wies er erstmals umfassend auf die Bedeutung des Landschaftsmalers Clemens Fränkel hin.
Im Jahr 2022 wurden im Museum Aschenbrenner in Garmisch-Partenkirchen erstmals seit der Winterausstellung des Künstlerbund Werdenfels 1932/1933 Werke von Clemens Fränkel ausgestellt. In Zusammenarbeit mit Professor Thomas Steppan und Michael Fränkel, dem Enkel von Clemens Fränkel, zeigte das Museum von Juli bis November 2022 eine umfassende Schau mit Zeichnungen, Gouachen und Ölgemälden des vergessenen Künstlers. Begleitend zur Ausstellung erschien ein Katalog, in dem über Leben und Werk Fränkels berichtet sowie eine historische und kunsthistorische Einordnung seines Lebens und Wirkens vorgenommen wurde.

## Werke (Auswahl)
- o. T., Motiv: Porträtstudie einer älteren Frau, Kohle-, Bleistift- und Kreidezeichnung auf Papier, 31,2 × 25,3 cm, Sept. 1898
- Auf Capri IV, Öl auf Leinwand, auf Karton maroufliert, 29,5 × 25,5 cm, 1912
- Motiv b. Dollnstein, Öl auf Leinwand, auf Keilrahmen, 50 × 65 cm, datierbar 1910–14
- o. T., Motiv: Moorlandschaft im Alpenvorland, Öl auf Leinwand, auf Keilrahmen, 60 × 80 cm, datierbar 1919–26
- Zugspitzgruppe, Mischtechnik Kreide, Öl auf Kartonplatte, 35 × 67,3 cm, 1929
- Partenkirchen, Öl auf Leinwand, auf Karton maroufliert, 26,7 cm × 34 cm, datierbar 1929–36;
- Dreitorspitze Abend, Öl auf Leinwand, auf Karton kaschiert, 32,6 × 26,6 cm, um 1934
- o. T., Motiv: Wettersteingebirge mit Garmisch, Öl auf Leinwand, auf Keilrahmen, 70,3 × 90,5 cm, 1933
- Partie aus dem winterlichen Garmisch (Ansicht Frühlingsstraße Garmisch im Winter), Öl auf Leinwand, auf Karton maroufliert, 24,5 × 32,2 cm, datierbar 1929–36
- Kapelle am Graseck, Öl auf Leinwand, auf Karton maroufliert, 25,3 × 32,5 cm, um 1930
- Selbstporträt, Bleistiftzeichnung auf Papier, 12,2 cm × 10 cm, 1930er Jahre
- Cinque Torri (Cortina), Öl auf Karton, auf Karton kaschiert, 32 × 46,3 cm, datierbar 1937–43
- Gewitterwolken über Pocol, Öl auf Karton, 24 × 47 cm, datierbar 1937–43
- Ampezzaner Dolomiten gegen Norden, Gouache auf grauem Papier, auf Karton kaschiert, 25 × 32,4 cm, datierbar 1937–43
- Brücke bei Florenz, Gouache auf blauem Papier, auf Karton kaschiert, 24,3 × 33,5 cm, 1943

## Ausstellungen (Auswahl)
- Jahresausstellungen des Frankfurter Kunstvereins 1904, 1905, 1906, 1907, 1908, 1909
- Frühjahrsausstellung der Münchener Secession 1909
- Münchener Jahresausstellung im Glaspalast 1912, 1914, 1918, 1919, 1920, 1021, 1924, 1926
- Sommer-Ausstellung des Deutschen Künstler-Verbandes Die Juryfreien 1916
- Personalausstellung in der Galerie Heinemann (München) November/Dezember 1920
- Ausstellungen des Künstlerbund Werdenfels: Sommer 1930, Winter 1930/1931, Winter 1932/1933
- Ausstellung der Künstler-Genossenschaft und Secession im Münchener Deutschen Museum 1931
- Ausstellung des Künstlerbund Werdenfels und der Künstlervereinigung Kunst im Hochland im Museum Partenkirchen 1932
- Clemens Fränkel (1872–1944), Museum Aschenbrenner, Loisachstraße 44, Garmisch-Partenkirchen, 13. Juli – 6. November 2022